# Giá trị tương đối
Trong kinh tế, giá trị tương đối là mức độ hấp dẫn được đo bởi rủi ro, sự thanh khoản và lợi nhuận của công cụ tài chính liên quan đến công cụ tài chính khác, hoặc một công cụ cho trước, của một kỳ hạn thanh toán với kỳ hạn thanh toán khác. Khái niệm phát sinh trong kinh tế, kinh doanh và đầu tư.

## Quỹ phòng hộ
Tính năng của giá trị tương đối là phương pháp để quyết định giá trị tài sản mà tính cả các giá trị của tài sản khác. Ngược lại, giá trị tuyệt đối chỉ nhìn vào giá trị nội tại của một tài sản và không so sánh với tài sản khác. Phép tính toán được sử dụng để đo giá trị tương đối của cổ phiếu bao gồm tỷ lệ doanh nghiệp và tỷ lệ giá-lợi nhuận

## Giá

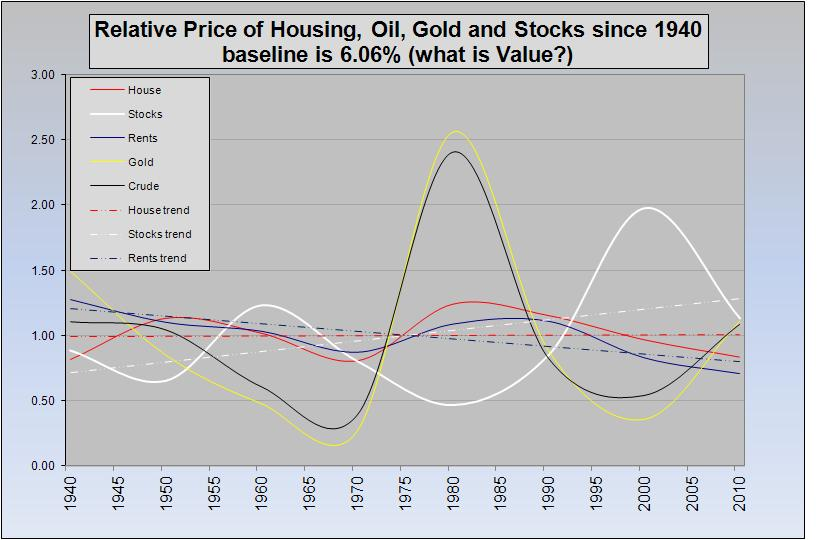
Giá trị hay giá cả

Giá của vật phẩm có giá trị trải qua sự biến động đáng ngờ. Ví dụ, dù nhà cung cấp độ thoả dụng cho một cá nhân qua thời gian, và giá cổ phiếu nhà tương đối ổn định, giá tương đối của nhà lại biến động. Điều này thậm chí ảnh hưởng đến cổ phiếu, dầu và vàng. Sự biến động về giá này có vẻ như xuất hiện theo chu kỳ và được tạo ra bởi vô số yếu tố.
Biểu đồ bên tay phải là một nỗ lực trải ra giá của nhà, cổ phiếu, dầu và vàng bằng cách bình thường hóa dòng tiền. Bình thường hóa được đạt đến khi áp dụng công thức chiết khấu khi chuyển giá thành giá ở một thời điểm nhất định, tỷ lệ chiết khấu cho trước. Điều này thường sẽ được sử dụng để triệt tiêu hiệu ứng của lạm phát, khi mà trường hợp tỷ lệ lạm phát được sử dụng.
Trong trường hợp này, tỷ giá tính như sau: Một xu hướng đã được tính toán cho đường cong giá chiết khấu sử dụng phương pháp "bình phương nhỏ nhất". Tỷ lệ giảm giá có được nhờ tìm kiếm mục tiêu xu hướng là 1, tức là bằng phẳng. Đối với nhà ở, tỷ lệ bình thường hóa là 6.06% khi xem xét dữ liệu từ 1940 đến 2010 so với 1990. Sử dụng điều này là tỷ lệ cơ sở, đường cong giá bình thường hóa được tính cho các mặt hàng khác. Dầu và vàng có cùng tỷ lệ bình thường hóa, những cổ phiếu có xu hướng đánh bại xu hướng này, trong khi giá thuê có khả năng sẽ thất bại với xu hướng này trong giai đoạn được quan sát. Vàng có sự biến động mạnh nhất cùng với dầu ở vị trí sát thứ 2. Cổ phiếu biến động mạnh. Nhà và giá thuê là biến động ít nhất với các mặt hàng đã được nghiên cứu.